# Kolibřík fialkový
Kolibřík fialkový (Campylopterus hemileucurus) je druh kolibříka. Vyskytuje se v zemích od Mexika po Panamu.

## Taxonomie a systematika
Kolibřík fialkový utváří dva poddruhy s následujícím areálem výskytu:
- C. h. hemileucurus – od jižní Kolumbie po severovýchodní Peru;
- C.h. mellitus – střední a jihovýchodní Peru.

## Popis
Kolibřík fialkový je největším kolibříkem Mexika a Střední Ameriky. Dosahuje délky 13–15 cm a hmotnosti 9–12 g. Obě pohlaví mají černý zobák, avšak zobák poddruhu C. h. mellitus je delší než u C. h. hemileucurus. 
Samci C. h. hemileucurus mají temnou korunu s modravě zeleným leskem. Jejich zátylek a horní část zad jsou kovově fialově modré, břicho je poněkud výrazněji modřejší. Centrální ocasní pera jsou modrozelená až modročerná a zbytek per je načernalý se širokými bílými špičkami.
Samice mají temnou korunu, modrozelený zadeček, fialově modré hrdlo a většinou bělejší břicho s kovově zelenými skvrnami po stranách. Jejich centrální ocasní pera jsou modrozelená a zbytek černější s širokými bílými špičkami.

## Rozšíření
C. h. hemileucurus se vyskytuje v mexických státech Guerrero a Veracruz a směrem na jih dále v Guatemale, Belize, Hondurasu, Salvadoru až po sever Nikarague. Poddruh C. h. mellitus se nachází v Kostarice a v západní Panamě. Obývá okraje a vnitřek vlhkých stálezelených horských lesů a vzrostlých sekundárních lesů, banánové plantáže a zahrady. V Mexiku se obecně pohybuje v nadmořské výšce mezi 500 a 2000 m, vzácněji ve výšce 2500 m. V Kostarice v nadmořské výšce od 1500 do 2400 m.

## Chování

### Pohyb
Kolibřík fialkový žije většinou usedle, avšak po období rozmnožování se často stěhuje do nižších nadmořských výšek.

### Potrava
Kolibřík fialkový se živí nektarem z květů, ke kterým se pravidelně vrací. Potravu shání většinou v podrostu, často na rostlinách z rodu helikónie, banánovník, psychotrie a Palicourea. Navštěvuje též krmítka s nektarem, ze kterých jiné kolibříky vyhání. Kromě nektaru sbírá také členovce nalezené na listech nebo pavučinách.

### Rozmnožování
Kolibřík fialkový se rozmnožuje během období dešťů, v Mexiku od června do září, v Kostarice od května do listopadu. V Kostarice vychová většinou dvě mláďata. Na takzvaném tokaništi, typicky v podrostu nebo na okraji lesa, si samec namlouvá samici zpěvem. Hnízdo je vytvořeno z mechu, stmelené pavučinou a vystlané jemnými vlákny. V Kostarice staví hnízdo často nad roklí nebo potokem, na vodorovné větvi 1–6 m nad zemí. Samice inkubuje snůšku obvykle dvou vajec a k líhnutí dochází za 19 až 22 dnů. Za dalších 22 až 24 dní ptáčata vylétají z hnízda.

## Ohrožení
Mezinárodní svaz ochrany přírody (IUCN) vyhodnotil kolibříka fialkového jako málo dotčený taxon. Populace druhu žije na rozlehlém území a čítá nejméně 50 tisíc dospělých jedinců. Ačkoli počet jedinců pravděpodobně klesá, nebyly identifikovány žádné konkrétní hrozby.